# Сенеж (дом творчества)
Всесоюзный дом творчества «Сенеж» — одно из ведомственных учреждений Союза художников СССР.

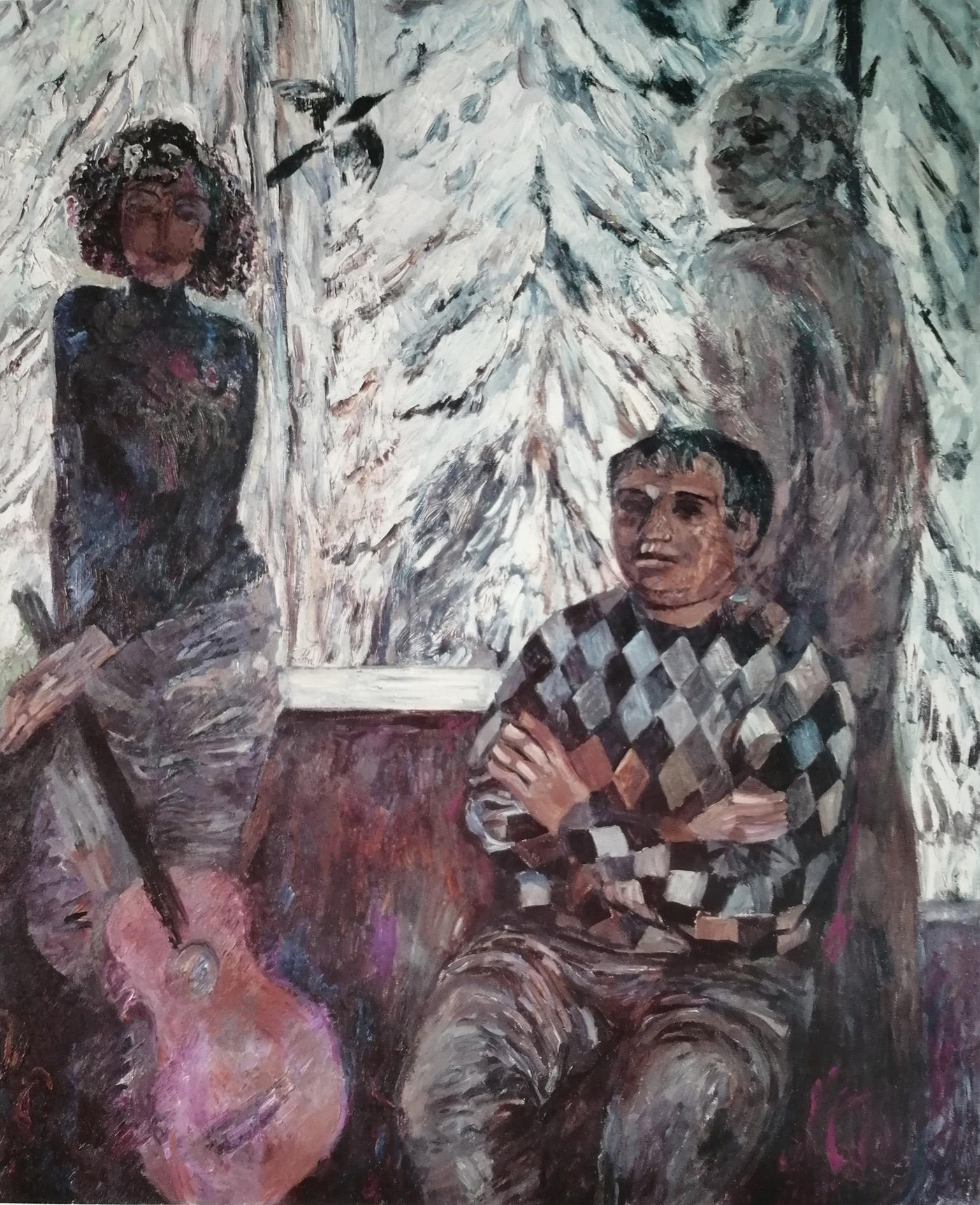
И. Вышеславская. Сенеж. Автопортрет с Виктором Пивоваровым и Эдуардом Гороховским. 1975

## Общее описание
Всесоюзный Дом творчества «Сенеж» от Союза художников СССР.
Дом творчества собирал художников со всего Союза. Группа живописцев в составе 70 человек (два три человека от Республик и от больших городов типа Москва, Ленинград), а также группа графиков, дизайнеров, монументалистов. Заезд продолжался два месяца и художники создавали свои произведения на полном пансионе Союза Художников СССР. Комиссия приезжала дважды за время работы и отбирала лучшие работы на Всесоюзные выставки. Художники менялись каждые два месяца и за год собиралось 5 заездов.
Летом «Сенеж» работал на отдых семей художников. Дом Творчества существовал многие годы, последний заезд состоялся в 1991 году.
На берегах озера Сенеж работали и отдыхали знаменитые художники: Коненков С. Т., Белашова Е. Ф., Мухина В. И., Татлин В. Е., Кербель Л. Е., Митурич П. В., Осмёркин А. А., Ромас Я. Д., Бубнов А. П., Нисский Г. Г., Кокорин А. В., Кукрыниксы, Васильев А. П., Сидоркин Е. М., Неменский Б. М., Костров Н. И., Каневский С. Г., Обросов И. П., Наримамбеков Т. Ф., Вуколов О. А., Левенталь В. Я., Мессерер Б. А., С.И. Дудник,  а также искусствоведы Алпатов М. В., Чегодаев А. В., Каменский А. А., Колпинский Ю. Д., Прокофьев В. Н. В «Сенеж» приезжали И.Н. Клычев, С.Г. Бабиков, В. С. Качальский, художники группы Семёрка, К. О. Оразнепесов (выпускник школы дизайна М. Коника), Я. Байрамов.
До последних дней сохранял старинные мастерские художников, где каждый мог настроиться на приятную и спокойную работу. Дом Художников окончательно закрылся в 2022 году.

## История
В июне 1945 года решением Президиума Художественного фонда СССР, для отдыха и работы художников и членов их семей в Солнечногорском районе Московской области на берегу озера Сенеж образован Дом творчества и отдыха.
Зимой того же года состоялся первый заезд художников, 35 человек из освобожденных республик СССР, которые в течение месяца работали на берегу озера Сенеж под руководством первого руководителя творческих групп Плотникова А. И. С 1946 г. по март 1992 г. ДТХ «Сенеж» работал в режиме январь-июнь — творческие группы; июль-август — отдых семей художников. Ежегодно проводились восемь семинаров, в каждом из которых работали около восьмидесяти художников.
В 1962—1966 годах на месте одноэтажного здания был построен двухэтажный спальный корпус и трёхэтажное здание живописных мастерских. Офортная и литографическая мастерские начали работать в конце 60х годов. В 1975 году работу офортной мастерской возглавил С. П. Заровный. В 1986 году Секретариатом Союза Художников офортный мастерской присвоено его имя. В конце 80-х годов открылась шелкографическая мастерская.
В 1968 г. К. М. Кантор и Е. А. Розенблюм организовали первую в стране студию дизайна «Сенеж». Позднее руководителем этих семинаров стал Коник М. А.
В ДТОХ «Сенеж» существовали молодёжные группы. С 1972 г. первыми из них руководили И. П. Обросов и О. А. Вуколов.

## Руководство
- 1945—1955 — Луговской Роман Анатольевич
- 1955—1972 — Линдин Самуил Иосифович
- 1976—1983 — Житников Пётр Семёнович.
- 1990—2010 — Феденко Виталий Сергеевич.

## Расположение
Россия, Московская обл, г. Солнечногорск, Поворот с Ленинградского шоссе (62 км) на Тимоновское шоссе, далее по указателям до въезда в «Дом творчества художников „Сенеж“».